# دايفيد تومسون
دايفيد تومسون (بالإنجليزية: David John Howard Thompson )‏ (و. 1961 – 2010 م) هو سياسي، ومحامي، ومحامي، من باربادوس، ولد في لندن، توفي عن عمر يناهز 49 عاماً، بسبب سرطان البنكرياس.

## مناصب
تولى منصب عضو مجلس النواب لبربادوس ‏.

## التعليم
تعلم في Combermere School ‏.

## روابط خارجية
- دايفيد تومسون على موقع مونزينجر (الألمانية)